# امیلی اسوالو
امیلی اسوالو (انگلیسی: Emily Swallow؛ زادهٔ ۱۸ دسامبر ۱۹۷۹) هنرپیشه اهل ایالات متحده آمریکا است. وی از سال ۲۰۰۶ میلادی تاکنون مشغول فعالیت بوده‌است.
از فیلم‌ها یا برنامه‌های تلویزیونی که وی در آن نقش داشته‌است می‌توان به ان‌سی‌آی‌اس، همسر خوب، منتالیست، متوسط، و ماندالورین و  سوپرنچرال اشاره کرد.